# Iredalea pygmaea
Iredalea pygmaea är en snäckart. Iredalea pygmaea ingår i släktet Iredalea och familjen Turridae. Inga underarter finns listade i Catalogue of Life.